# ولی‌آباد (خواف)
ولی‌آباد، روستایی است از توابع بخش سلامی و در شهرستان خواف استان خراسان رضوی ایران.

## جمعیت
این روستا در دهستان بالاخواف قرار داشته و بر اساس سرشماری سال ۱۳۸۵ جمعیت آن (۱۹۸خانوار) ۹۱۴نفر
بوده است.